# 32. Goya-gála
A 32. Goya-gála során a 2017-ben bemutatott spanyol filmeket értékelték. A jelölteket az Academy of Cinematographic Arts and Sciences of Spain választotta ki. A madridi Marriott Auditorium Hotelben tartott ceremóniát a Televisión Española közvetítette 2018. február 3-án. A műsor házigazdái Joaquín Reyes és Ernesto Sevilla voltak. A jelöltek listáját David Verdaguer és Bárbara Lennie jelentették be 2017. december 13-án. A gála során Marisa Paredes kapta meg a tiszteletbeli Goya-díjat.
A ceremónia kisebb botrányt okozott, miután a 2017. június 3-án elhunyt David Delfín divattervezőt és a 2017. április 27-én elhunyt Amparo Pacheco színésznőt kihagyták az In Memoriam szegmensből, amin a két személy családja is megbotránkozott.

## Győztesek és jelöltek
A nyertesek félkövérrel jelölve.

### Fő díjak
| Legjobb film | Legjobb rendező |
| --- | --- |
| - Könyvesbolt a tengerparton - Óriás - Az író - Estiu 1993 - Verónica | - Isabel Coixet – Könyvesbolt a tengerparton - Manuel Martín Cuenca – Az író - Aitor Arregi, Jon Garaño – Óriás - Paco Plaza – Verónica                                                         |
| Legjobb férfi főszereplő | Legjobb női főszereplő |
| - Javier Gutiérrez – Az író - Andrés Gertrúdix – Morir - Javier Bardem – Escobar - Antonio de la Torre – Abrakadabra                                                      | - Nathalie Poza – No sé decir adiós - Emily Mortimer – Könyvesbolt a tengerparton - Penélope Cruz – Escobar - Maribel Verdú – Abrakadabra                                                       |
| Legjobb férfi mellékszereplő | Legjobb női mellékszereplő |
| - David Verdaguer – Estiu 1993 - José Mota – Abrakadabra - Antonio de la Torre – Az író - Bill Nighy – Könyvesbolt a tengerparton                                         | - Adelfa Calvo – Az író - Anna Castillo – La Llamada - Belén Cuesta – La Llamada - Lola Dueñas – No sé decir adiós                                                                              |
| Legjobb új színész | Legjobb új színésznő |
| - Eneko Sagardoy – Óriás - Pol Monen – Amar - Eloi Costa – Pieles - Santiago Alverú – 'Selfie                                                                             | - Bruna Cusí – Estiu 1993 - Adriana Paz – Az író - Itziar Castro – Pieles - Sandra Escacena – Verónica                                                                                          |
| Legjobb eredeti forgatókönyv | Legjobb adaptált forgatókönyv |
| - Óriás – Aitor Arregi, Andoni de Carlos, Jon Garaño, José Mari Goenaga - Abrakadabra – Pablo Berger - Estiu 1993 – Carla Simón - Verónica – Fernando Navarro, Paco Plaza | - Könyvesbolt a tengerparton – Isabel Coixet - Az író – Alejandro Hernández, Manuel Martín Cuenca - Incerta glòria – Agustí Villaronga, Coral Cruz - La Llamada – Javier Ambrossi, Javier Calvo |
| Legjobb iberoamerikai film | Legjobb európai film |
| - Egy fantasztikus nő – Chile - Amazona – Kolumbia - Tempestad – Mexikó - Zama – Argentína                                                                                | - A négyzet – Svédország - Eszeveszett esküvő – Franciaország - Lady Macbeth – Egyesült Királyság - Toni Erdmann – Németország                                                                  |
| Legjobb új rendező | Legjobb animációs film |
| - Carla Simón – Estiu 1993 - Javier Ambrossi, Javier Calvo – La Llamada - Sergio G. Sánchez – Menedék - Lino Escalera – No sé decir adiós                                 | - Tad, az utolsó felfedező - Csápi: Az óceán hőse - Nur eta herensugearen tenplua |

### Egyéb díjak
| Legjobb operatőr | Legjobb vágás |
| --- | --- |
| - Óriás – Javier Agirre Erauso - Estiu 1993 – Santiago Racaj - Könyvesbolt a tengerparton – Jean-Claude Larrieu - Oro – Paco Femenía | - Óriás – Laurent Dufreche, Raúl López - Abrakadabra – David Gallart - Estiu 1993 – Ana Pfaff, Didac Palou - Könyvesbolt a tengerparton – Bernat Aragonés                                                                                          |
| Legjobb látványtervezés | Legjobb gyártásvezető |
| - Óriás – Mikel Serrano - Abrakadabra – Alain Bainée - Könyvesbolt a tengerparton – Llorenç Miquel - Oro – Javier Fernández | - Óriás – Ander Sistiaga - Estiu 1993 – Mireia Graell Vivancos - Könyvesbolt a tengerparton – Alex Boyd, Jordi Berenguer - Oro – Luis Fernández Lago                                                                                               |
| Legjobb hang | Legjobb vizuális effektusok |
| - Verónica – Aitor Berenguer, Gabriel Gutiérrez, Nicolas de Poulpiquet - Az író – Daniel de Zayas, Pelayo Gutiérrez, Alberto Ovejero - El bar – Sergio Bürmann, David Rodríguez, Nicolas de Poulpiquet - Óriás – Iñaki Díez, Xanti Salvador | - Óriás – Jon Serrano, David Heras - Oro – Reyes Abades, Isidro Jiménez - Verónica – Raúl Romanillos, David Heras - Bekerítve – Reyes Abades, Curro Muñoz                                                                                          |
| Legjobb jelmeztervezés | Legjobb smink |
| - Óriás – Saioa Lara - Abrakadabra – Paco Delgado - Könyvesbolt a tengerparton – Mercè Paloma - Oro – Tatiana Hernández | - Óriás – Ainhoa Eskisabel, Olga Cruz, Gorka Aguirre - Abrakadabra – Sylvie Imbert, Paco Rodríguez - Oro – Eli Adánez, Sergio Pérez Berbel, Pedro de Diego - Pieles – Lola Gómez, Jesús Gil, Óscar del Monte                                       |
| Legjobb eredeti filmzene | Legjobb eredeti dal |
| - Óriás – Pascal Gaigne - La Cordillera – Alberto Iglesias - Könyvesbolt a tengerparton – Alfonso Vilallonga - Verónica – Eugenio Mira | - "La llamada" (José Miguel Conejo Torres) – La Llamada - "Algunas veces" (José Luis Perales) – Az író - "Feeling Lonely on a Sunday Afternoon" (Alfonso de Villalonga) – Könyvesbolt a tengerparton - "Rap zona hostil" (Roque Baños) – Bekerítve |
| Legjobb rövidfilm | Legjobb animációs rövidfilm |
| - Madre - Australia - Baraka - Como yo te amo - Extraños en la carretera | - Woody & Woody - Colores - El ermitaño - Un día en el parque |
| Legjobb dokumentumfilm | Legjobb rövid dokumentumfilm |
| - Muchos hijos, un mono y un castillo - Cantábrico, los dominios del oso pardo - Dancing Beethoven - Saura(s) | - Los desheredados - Primavera rosa en México - The Fourth Kingdom - Tribus de la Inquisición |

## Fordítás
- Ez a szócikk részben vagy egészben  a(z)   32nd Goya Awards című angol Wikipédia-szócikk fordításán alapul.  Az eredeti cikk szerkesztőit annak laptörténete sorolja fel. Ez a jelzés csupán a megfogalmazás eredetét és a szerzői jogokat jelzi, nem szolgál a cikkben szereplő információk forrásmegjelöléseként.